# Rosie Villarito
Rosie Villarito (* 8. Oktober 1979) ist eine philippinische Leichtathletin, die sich auf den Speerwurf spezialisiert hat.

## Sportliche Laufbahn
Erste internationale Erfahrungen sammelte Rosie Villarito im Jahr 2003, als sie bei den Asienmeisterschaften in Manila mit einer Weite von 47,52 m den siebten Platz belegte, ehe sie bei den Südostasienspielen in Hanoi mit 45,11 m Rang fünf erreichte. Zwei Jahre später gewann sie bei den Südostasienspielen in Manila mit 49,43 m die Silbermedaille hinter der Thailänderin Buoban Pamang, wie auch bei den Südostasienspielen 2007 in Nakhon Ratchasima mit 50,49 m. 2009 wurde sie bei den Asienmeisterschaften in Guangzhou mit 47,78 m Siebte und siegte anschließend bei den Südostasienspielen in Vientiane mit einem Wurf auf 49,69 m. 2010 nahm sie an den Asienspielen in Guangzhou teil und wurde dort mit 48,87 m Neunte. 2011 klassierte sie sich bei den Asienmeisterschaften in Kōbe mit 49,30 m auf dem siebten Platz und gewann anschließend bei den Südostasienspielen in Palembang mit 47,35 m die Silbermedaille hinter der Thailänderin Natta Nachan. Zwei Jahre später erreichte sie dann bei den Asienmeisterschaften in Pune mit 46,29 m Rang zehn und wurde bei den Südostasienspielen in Naypyidaw mit 48,00 m Vierte. 2015 gewann sie bei den Südostasienspielen in Singapur mit 48,44 m die Bronzemedaille hinter der Thailänderin Natta und Bùi Thị Xuân aus Vietnam. Bei den Südostasienspielen 2017 in Kuala Lumpur erreichte sie mit 47,08 m Rang vier.
In den Jahren 2004 und 2005 wurde Villarito philippinische Meisterin im Speerwurf.